# Matthew Lawrence
Matthew William Lawrence (ur. 11 lutego 1980 w Abington) – amerykański aktor i piosenkarz. Wystąpił w roli Jacka Newmana w sitcomie ABC Chłopiec poznaje świat (1997–2000).

## Życiorys

### Wczesne lata
Urodził się w Abington w stanie Pensylwania jako syn Donny Lynn (z domu Shaw), osobistej menadżerki, i Josepha Mignogny Sr., brokera ubezpieczeniowego. Jego ojciec był pochodzenia włoskiego, a matka miała korzenie angielskie i irlandzkie. Jego rodzina miała też pochodzenie szkockie. Wychowywał się z dwoma braćmi: starszym Josephem (ur. 20 kwietnia 1976) i młodszym Andrew Jamesem (ur. 12 stycznia 1988), którzy także są aktorami. Zanim jednak się narodzili, ojciec zmienił nazwisko na Lawrence. Uczęszczał do Abington Friends School.

### Kariera
Swoją karierę rozpoczął już jako czteroletnie dziecko, debiutując na szklanym ekranie jako Steven Daniel „Danny” Carrington, syn Stevena (Jack Coleman) i Sammy Jo (Heather Locklear), w operze mydlanej Dynastia (1984–1985). Potem rozwijał swoje umiejętności, występując w różnych programach telewizyjnych, w tym Andy Williams and the NBC Kids Search for Santa i reklamach – chusteczek nawilżanych Baby Fresh (1984) i gry planszowej Pułapka na myszy Miltona Bradleya (1990). Studiował aktorstwo w HB Studio.
Za rolę 6–letniego Davida Rothenberga, który doznaje ciężkich poparzeń, po tym jak jego psychicznie chory ojciec (John Glover) podkłada ogień w pokoju w biograficznym dramacie telewizyjnym ABC David historia prawdziwa (David, 1988) był nominowany do Young Artist Award. Kolejne nominacje do Young Artist Award zdobył za role: 11–letniego Timmy’ego w dramacie NBC The Summer My Father Grew Up (1991) z Johnem Ritterem, w dreszczowcu CBS Z zemstą (With a Vengeance, 1992) z Melissą Gilbert i Jackiem Scalią, Christophera „Chrisa” Hillarda w komedii Chrisa Columbusa Pani Doubtfire (1993) z Robinem Williamsem oraz Matta Romana w sitcomie NBC Brotherly Love (1995–1996). Brał także udział w filmie Australijska przygoda (Jumpin Ship, 2001) wyemitowanym przez Disney Channel i komedii Gorąca laska (2002). Drugoplanowa rola Bena Dawsona w melodramacie familijnym Evol (2016) przyniosła mu nagrodę na Hoboken International Film Festival.
Cały czas rozwijając swoją karierę, Lawrence pracował nad swoją edukacją. W lutym 2002 dostał się na Uniwersytet Południowej Kalifornii.
W 2017 startował jako muzyk w zespole Still Three z braćmi - Joeyem i Andym, wydając debiutancki singiel „Lose Myself”.

## Życie prywatne
3 maja 2018 zaręczył się z tancerką Cheryl Burke, którą poznał w lutym 2017. Pobrali się 23 maja 2019. 23 lutego 2022, po przedłużającej się separacji zaostrzonej przez COVID-19, poinformowano, że Burke złożyła pozew o rozwód, który miał swój finał 19 września 2022.

## Filmografia

### Filmy
- Samoloty, pociągi i samochody (1987) jako mały Neal Page
- Impuls (1988) jako Stevie
- David - Historia Prawdziwa (1988, TV) jako David Rothenberg
- Serce Joshuy (1990, TV) jako Joshua
- Opowieści z ciemnej strony (1990) jako Timmy
- Tatuś (1991) jako Sam Watson
- Z Zemstą (1992) jako Philip
- Pani Doubtfire (1993) jako Christopher Hillard
- Brothers of the Frontier (1996) jako Aaron Frye
- Angels in the Endzone (1997) jako Jesse Harper
- Córy amerykańskich Ravioli (1998) jako Dennis
- Ostatnie takie ranczo (1999, TV) jako kowboj na lotnisku
- Nasze drzewo (1999) jako Mark
- Glow (2000) jako Jeremy
- Girl Band (2000) jako Mike
- Bing Monster on Campus(2000) jako Frank Stein
- Australijska przygoda (Jumpin Ship, 2001, TV) jako Jake Hunter
- Przygoda z Piratami (2001) jako Jake Hunter
- Gorąca laska (2002) jako Billy
- Kanciarze (2002) jako Victor
- Mary Worth (2006) jako Garret
- Hunter’s Moon (2007) jako Lance

### Seriale TV
- Dynastia (1984–1985) jako Steven Daniel Carrington
- Sara (1985) jako Jesse Webber
- Gimme a Break! (1986–1987) jako Matthew Donovan
- Brotherly Love (1995–1997) jako Matt Roman
- Chłopiec poznaje świat (1997–2000) jako Jack Newman
- CSI: Kryminalne zagadki Miami (2003) jako Chuck Shaw
- Boston Public (2004) jako Billy Deegan
- Melissa i Joey (2011–2014) jako Tony Longo
- Dziewczyna poznaje świat (2015) jako Jack Hunter
- Hawaii Five-0 (2019) jako Josh Baker

### Dubbing
- Podniebna poczta Kiki (1989) jako Tombo
- Dzielny pies Rusty (1998) jako pies Rusty